# Tetramorium boltoni
Tetramorium boltoni (лат.) — вид муравьёв рода Tetramorium из подсемейства Myrmicinae (Formicidae). Видовое название дано в честь крупного британского мирмеколога Барри Болтона (Barry Bolton, Британский музей естественной истории, Лондон).

## Распространение
Восточная и южная Африка, от Судана до Анголы.

## Описание
Мелкие земляные муравьи; длина рабочих 3—4 мм. От близких видов (Tetramorium weitzeckeri) отличается менее длинными шипиками проподеума с широким основанием, укороченным скапусом, продольными бороздками на в основном гладких и блестящих голове и груди, редуцированной скульптурой между бороздками, отстоящими волосками на первом тергите брюшка, тёмной окраской тела. Длина головы рабочих (HL) 0,69—0,76 мм, ширина головы (HW) 0,64—0,74 мм. Основная окраска тела буровато-чёрная. Усики рабочих и самок 11-члениковые. Петиоль чешуевидный в профиль с высоким узелком (примерно в 3 раза выше длины, сверху поперечный и эллиптический).  Усиковые бороздки хорошо развиты, длинные. Боковые части клипеуса килевидно приподняты около места прикрепления усиков. Жвалы широкотреугольные с зубчатым жевательным краем. Стебелёк между грудкой и брюшком состоит из двух члеников: петиолюса и постпетиолюса (последний четко отделен от брюшка), жало развито, куколки голые (без кокона). Заднегрудка с 2 острыми проподеальными шипиками. Брюшко гладкое и блестящее. Гнездятся в земле.

## Таксономия
Включён в видовую группу Tetramorium weitzeckeri. Вид был впервые описан в 2010 году американскими мирмекологами Франциско Хита-Гарсиа (Francisco Hita Garcia), Брайаном Фишером (Brian L. Fisher; Entomology, California Academy of Sciences, Сан-Франциско, Калифорния, США) и М. Петерсом (Бонн, Германия).